# Juliana de Lencastre
Juliana de Lencastre (¿?, 1560-¿?, 1636). Noble portuguesa, fue la 3ª titular del Ducado de Aveiro. Juliana era hija del 2º Duque, Jorge de Lencastre y de Magdalena Téllez Giron, siendo obligada por Felipe I a casar con su tío, Álvaro de Lencastre para mantener la varonía de la Familia Lencastre en el Ducado. De esta unión, nacieron:
- Isabel (¿?-¿?);
- Violante (¿?-¿?);
- Jorge (Azeitão, 13 de abril de 1594-7 de septiembre de 1632), 1º duque de Torres Novas, casó en 1619 con Ana Doria di Melfi y por segunda vez en 1628 con Ana Manrique de Cárdenas;
- Inés (¿?-¿?);
- Alfonso (1597-1654), 1º duque de Abrantes;
- Juan (1598-¿?), prior de Setúbal;
- Magdalena (¿?-¿?);
- Luisa (¿?-¿?);
- Manuel (¿?-¿?);
- María (¿?-¿?);
- Violante (¿?-¿?);
- Pedro (1608-1673), 5º duque de Aveiro;
- Luis Bernabé (¿?-¿?);
- Antonio (¿?-¿?);
- Beatriz (¿?-¿?).

- Datos: Q9016439